# Alex Bodry
Alex Bodry, né le 3 octobre 1958 à Dudelange (Luxembourg), est un homme politique luxembourgeois, président du Parti ouvrier socialiste luxembourgeois (LSAP) de 2004 à 2014.

## Biographie
Il a étudié le droit à la Sorbonne à Paris où il a obtenu sa maîtrise en droit privé en 1981 et devint avocat à Luxembourg.
À partir de 1984 il a été élu huit fois à la Chambre des députés et a fait partie du gouvernement luxembourgeois de 1989 à 1999 en tant que ministre de l'environnement, de l'aménagement du territoire, des sports, de l'énergie et de la communication ou bien encore de la force publique (Armée, Police) et la jeunesse. En tant que ministre de la force publique il a initié la fusion de la Gendarmerie et de la Police par une loi votée en mai 1999.
Sur le plan local, Alex Bodry , élu conseiller communal de Dudelange en octobre 1981 à l'âge de 23 ans, a accédé à la fonction de bourgmestre de sa ville natale en 2004 après avoir été échevin. Il a été nommé bourgmestre honoraire de Dudelange en 2015.
Il a été depuis 2004 président du Parti ouvrier socialiste luxembourgeois (LSAP), après le départ de Jean Asselborn pour le poste de vice-premier ministre au côté du premier ministre luxembourgeois, Jean-Claude Juncker,avant d'occuper la fonction de président du groupe parlementaire socialiste à partir de 2013.
En janvier 2020, Alex Bodry quitte ses fonctions de président de la fraction socialiste à la Chambre des députés. Simone Asselborn-Bintz le remplace comme députée et le bourgmestre de Sanem, Georges Engel, hérite de la présidence de la fraction,. Le 20 janvier, par arrêté grand-ducal, Alex Bodry est nommé à la fonction de conseiller d’État en remplacement de Romain Nati (lb). Le lendemain, il est assermenté par la présidente du Conseil d’État Agnès Durdu. Il est nommé Vice-président du Conseil d'État le 12 septembre 2024.

## Publication
- Alex Bodry et Ben Fayot, 120 Jor Sozialistesch Deputéiert an der Lëtzebuerger Chamber [« Dictionnaire biographique des députés socialistes à la Chambre des Députés »], Luxembourg, La Mémoire Socialiste, décembre 2016, 330 p. (ISBN 978-2-919908-11-0, OCLC 1005926583).
- Alex Bodry et André Bigelbach, Jean FOHRMANN, LEBENSERINNERUNGEN, eng Diddelenger Biografie, Editioun Diddelenger Geschicht(en), avril 2023, 142 p.